# Thaumatomyia megacera
Thaumatomyia megacera är en tvåvingeart som först beskrevs av Becker 1912.  Thaumatomyia megacera ingår i släktet Thaumatomyia och familjen fritflugor. Inga underarter finns listade i Catalogue of Life.